# ПРОСТІР (платіжна система)

Дизайн смарт-карток до ребрендингу

Український платіжний НПС «Простір» або Простір — державна карткова платіжна система, створена Національним банком України.

## Опис
Основним продуктом є платіжні картки, що випускаються українськими банками до рахунку клієнтів. Для емісії доступні картки з чипом та безконтактним розрахунком, картки з магнітною смугою, кобейджингові картки та віртуальні. Учасниками системи 50 банків та 2 небанківські установи.
Станом на липень 2023 року випущено 560 тисяч карток. Це українська внутрішня платіжна система, аналогічна до платіжних систем VISA, Mastercard та American Express. Внутрішні електронні платіжні системи в Україні складаються виключно з системи ПРОСТІР.

## Історія
Перший етап — створення системи електронних платежів (СЕП) між юридичними особами. Другий — запровадження електронних розрахунків між фізичними особами, що почався 1997 року.
2001 року було запроваджено систему НСМЕП (Національна система масових електронних платежів), це внутрішньодержавна банківська багатоемітентна платіжна система масових платежів, де розрахунки та одержання готівки здійснювалися за допомогою платіжних смарт-карток. 2004 року НСМЕП було впроваджено в експлуатацію.

### 2007‒2013
Було реалізовано:
1. Проєкт «Електронний студентський квиток»[5] для нарахування стипендій, допомоги, виплат студентам тощо.
2. Розвиток інтернет-платежів. «Укрпошта» запровадила грошові перекази[6] за допомогою карток НСМЕП. Власники карток НСМЕП могли відправляти грошові перекази на домашню адресу фізичних осіб з комп'ютерів.
3. Оформлення проїзних документів через інтернет. 2008 року «Укрзалізниця» запровадила оформлення проїзних документів[7] в онлайні.

2013 року відбувся перехід НСМЕП на відкриті міжнародні стандарти.

### 2013-2016
- 2013 — побудовано центральний маршрутизатор та розрахунково-кліринговий центр, випущені перші картки НСМЕП із магнітною смугою.
- Першими банками, що стали учасниками системи, стали ПАТ «Ощадбанк», АТ «Укрексімбанк», АБ «Укргазбанк», АТ «Дельта Банк», ПАТ КБ «Хрещатик», АТ «Імексбанк» та ПАТ «Український процесінговий центр» як незалежний процесинговий центр.
- 2015 — підключено АТ «УКРКАРТ» як процесинговий центр.[8]
- 2016 — назву НСМЕП замінили на «Простір»[9][10], до системи приєдналися АТ «АЛЬПАРІ БАНК», ПАТ «Банк Восток», АТ «БАНК СІЧ», Акціонерний банк «Південний», ПрАТ «БАНК ФАМІЛЬНИЙ», АТ «Райффайзен Банк», «Полікомбанк», АТ «СКАЙ БАНК», АТ "КБ «ГЛОБУС», АТ «Мегабанк», АТ АКБ «Львів», АТ «Банк інвестицій та заощаджень», АТ «УКРБУДІНВЕСТБАНК», АТ «АЛЬФА-БАНК», АТ «Банк Кредит Дніпро».

### 2017-2022
До системи приєдналися АТ «Таскомбанк», АТ «МІБ», АТ «ПРАВЕКС БАНК», АТ «ОТП Банк», АТ «РВС БАНК», АТ «БАНК АЛЬЯНС», АТ «АКБ „КОНКОРД“, АТ „Комерційно індустріальний банк“, ПУМБ, АТ „Юнекс банк“, АТ „МетаБанк“, АТ „Кристалбанк“, ПАТ „МТБ БАНК“, АТ „РАДАБАНК“, АТ „КРЕДИТ ЄВРОПА БАНК“, АТ КБ „ПРИВАТБАНК“, ПАТ „ДІВІ БАНК“, ПАТ „Марфін Банк“.
2018 року картки системи почали емітувати АТ „БАНК СІЧ“ та АТ „Альпарі банк“. 2019 року до системи приєдналися нові учасники: АТ „БАНК ФОРВАРД“, АТ „АЙБОКС БАНК“, АТ „ОКСІ БАНК“, АТ „МОТОР-БАНК“.
2020 року з'явилася кобейджингова платіжна картка НПС „Простір“ — UnionPay International», до системи приєдналися «УКРСИББАНК», ПуАТ «АКОРДБАНК», АТ «А-банк».

### 2023
- Картки системи почав емітувати АТ «Полтава-банк»[11] і почав використовувати Банк «Львів»[12].